# 汇鱼湾

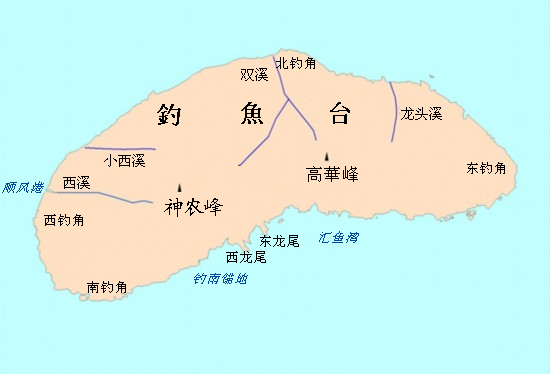
釣魚台島嶼地圖。

汇鱼湾是位在釣魚台的一个海湾，位置在島上的南部偏东。汇鱼湾北边正对釣魚台的第一高峰高华峰，西边是釣魚台的两个半岛东龙尾和西龙尾。汇鱼湾的名稱由中國在2012年9月命名。